# آلر (رود آستوریایی)
آلر (به اسپانیایی: Río Aller) یک رود در اسپانیا است که در آستوریاس واقع شده‌است.